# Cung điện Buckingham

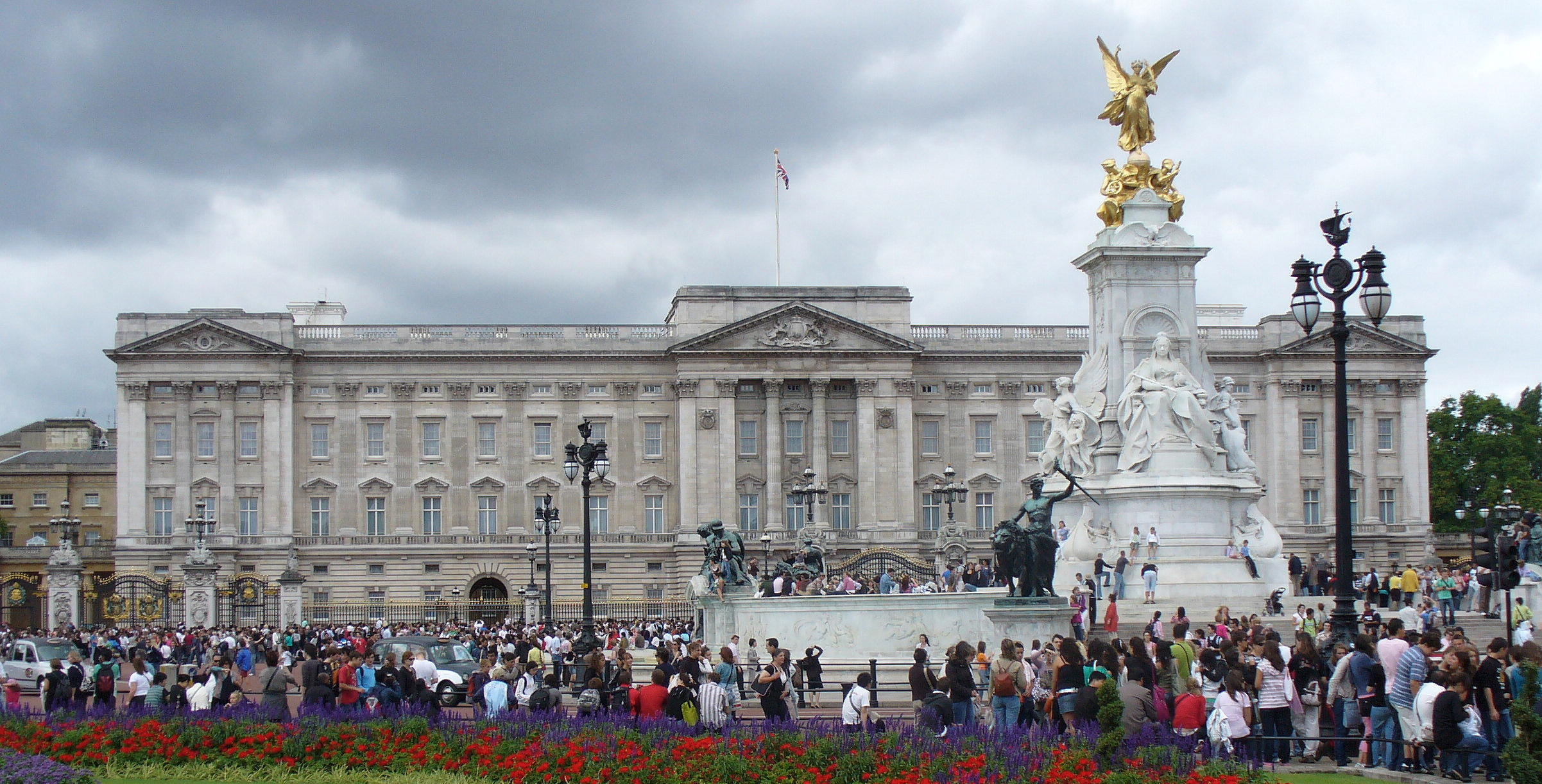
Cung điện Buckingham (năm 2007)

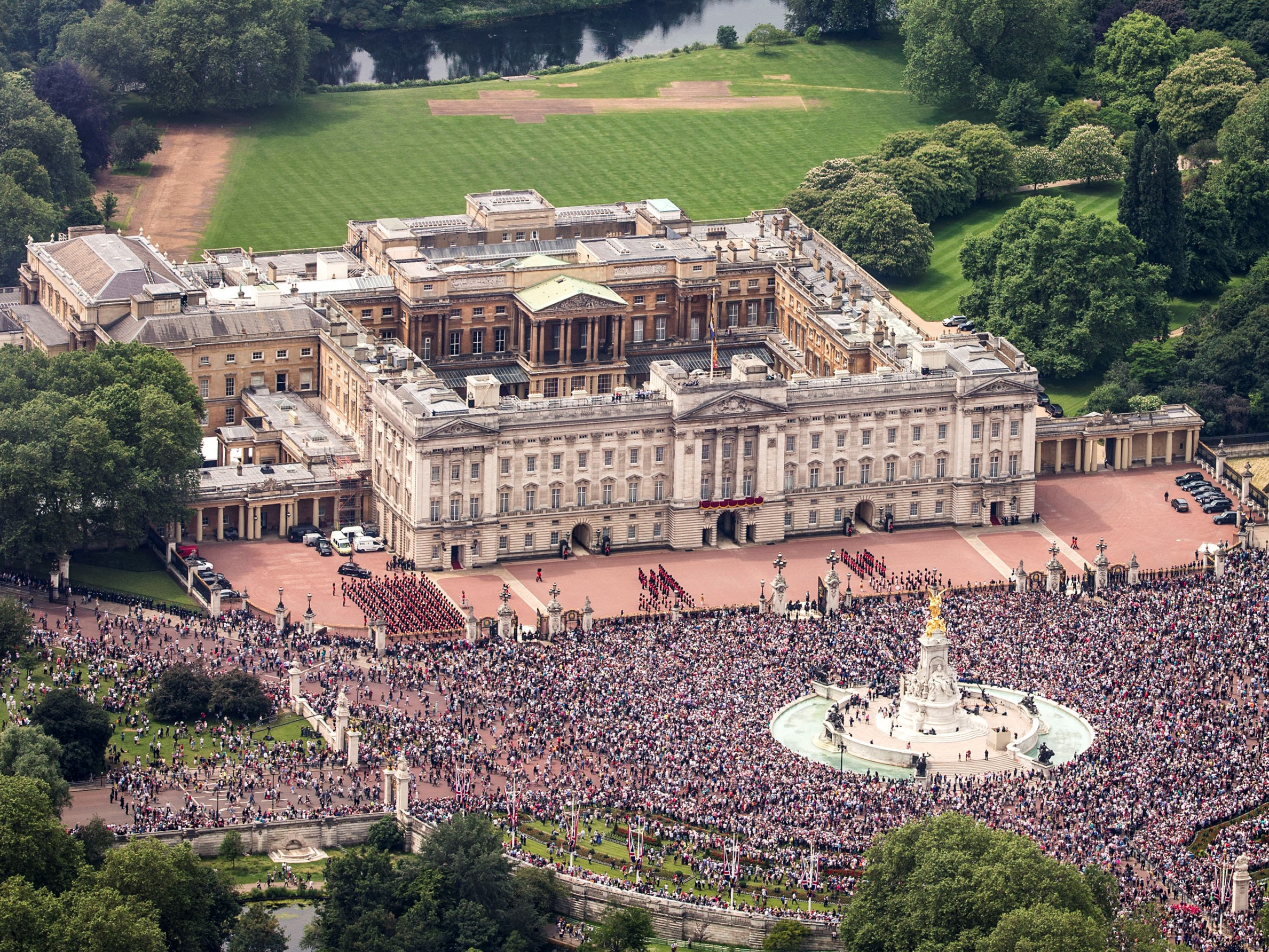
Quang cảnh Cung điện Buckingham trong Lễ kỷ niệm Sinh nhật lần thứ 90 của Nữ hoàng (2016)

Điện Buckingham là một dinh thự của Vua (hoặc Nữ vương) Vương quốc Anh ở Luân Đôn, nơi ở chính thức và cũng là nơi làm việc chính của Vương thất Anh. Cung điện này được xây dựng từ năm 1703 cho công tước Buckingham và được ba công viên bao bọc, trong đó có Công viên Hyde nổi tiếng. Nó được xây dựng để phục vụ cho các sự kiện đặc biệt của đất nước và cho hoàng gia.
Cung điện Buckingham được xây dựng trên một địa điểm đã được sở hữu tư nhân ít nhất 150 năm. Nó từng được mua lại bởi vua George III vào năm 1761 để tặng cho Vương hậu Charlotte. Đến thế kỷ thứ 19, nó được mở rộng, chủ yếu là do kiến trúc sư John Nash và Edward Blore. Nơi này chính thức trở thành nơi ở của Hoàng thất Anh khi Nữ vương Victoria lên ngôi năm 1837.
Cung điện Buckingham là một biểu tượng và nhà của chế độ quân chủ Anh, một phòng trưng bày nghệ thuật và thu hút hấp đẫn được nhiều khách du lịch. Nó là một địa điểm quy tụ của người Anh trong những thời điểm ăn mừng của đất nước cũng như khi đất nước rơi vào khủng hoảng. Nữ vương Anh và các thành viên khác trong Vương tộc sẽ tiếp đãi khách, và tổ chức những nghi lễ long trọng tại đây.

## Nhà của quốc vương
Điện được xây dựng bởi John Sheffield, công tước Buckingham và Normandy thứ 1, năm 1703 là một ngôi nhà phố (nơi thường trú ở Luân Đôn). Nó đã được mua bởi vua George III năm 1761, và trở thành nhà chính thức của gia đình hoàng thất Anh ở Luân Đôn vào năm 1837. Nó thuộc sở hữu của Nhà nước.

## Nội thất
Điện Buckingham có diện tích sàn 77.000 mét vuông (828.821 dặm vuông). Một tranh cãi tuyên bố là cung điện làm việc lớn nhất thế giới, bất chấp diện tích sàn nhỏ hơn của nó.
Cung điện có tất cả 19 phòng khách, 52 phòng ngủ dành cho khách và các thành viên trong hoàng gia, 78 phòng tắm, 188 phòng dành cho nhân viên của cung điện, 92 phòng làm việc.

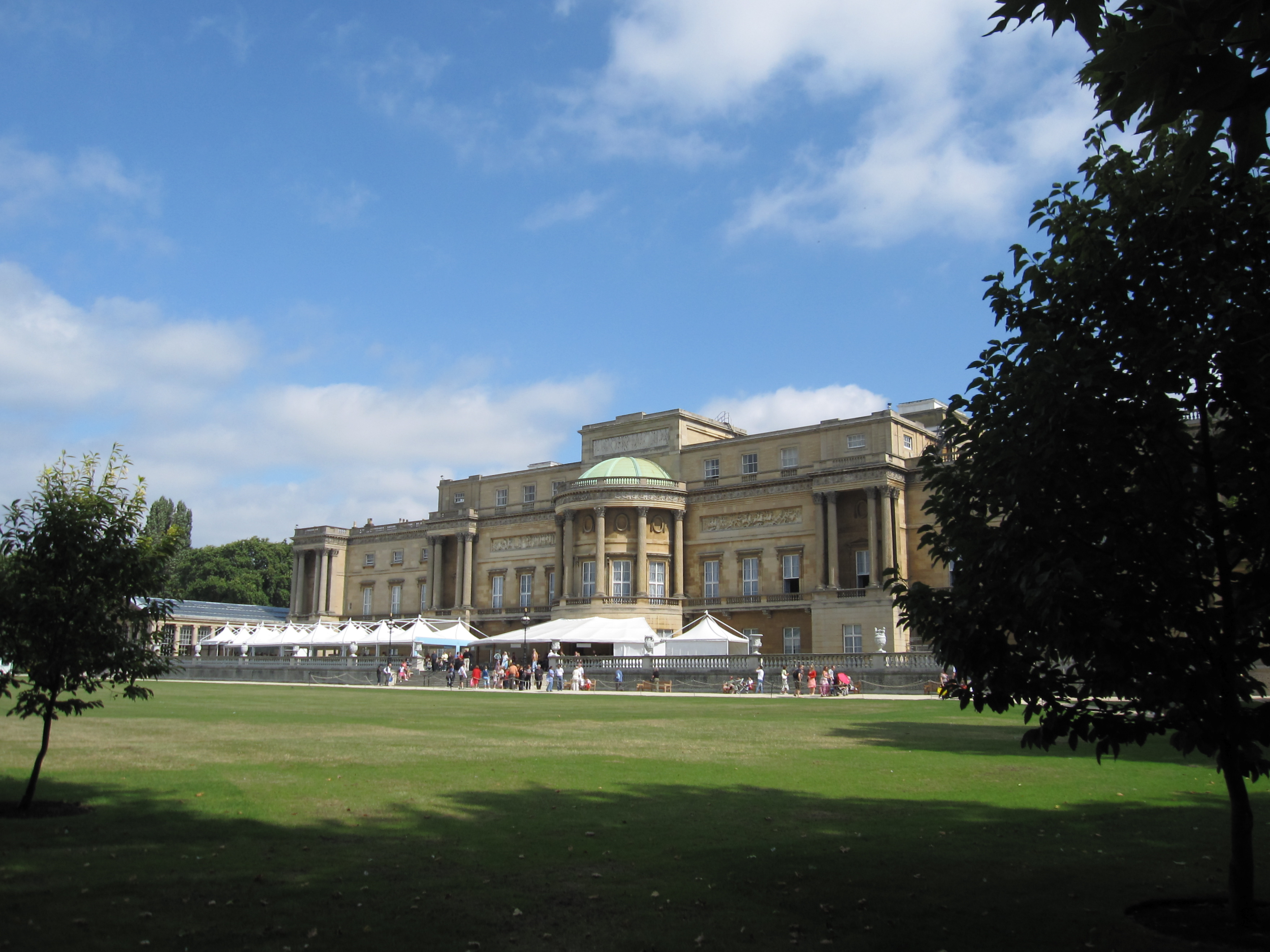
Vườn Buckingham

### Vườn tại Điện Buckingham
Vườn Buckingham là khu vườn tư nhân lớn nhất tại Luân Đôn. Vào mùa xuân, cả cung điện tràn ngập hoa thủy tiên vàng, loài hoa đặc trưng của đồng quê nước Anh.
Từ năm 2001, phần hoa viên của cung điện được mở cửa để đón khách tham quan. Thiết kế của hoa viên khá đặc biệt có thể đưa mọi người ngược thời gian trở về những năm 1852, khi cung điện bắt đầu là nơi ở của Hoàng gia.
Hồ trung tâm của cung điện có diện tích rộng hơn 3 mẫu Anh. Vào thời Vua George VI và Nữ vương Elizabeth II, người ta đã thay đổi rừng cây kiểu Victoria thành vườn hoa. Đấy còn là nhà của hơn 30 ngàn loài chim. Một con đường dài gần nửa cây số đến thẳng hồ trung tâm. Phía Nam của hồ là thế giới của những loài động vật hoang dã. Nơi đây còn được ví là trái tim của thành phố Luân Đôn, vì nó đã tạo nên quang cảnh tuyệt đẹp cho thành phố. Khi đi từ cửa cung điện đến hồ trung tâm, du khách có thể ngắm nhìn rất nhiều loại hoa dại, có tất cả 350 loại và cuộc sống của hầu hết các loài động vật, nhất là các loài chim. Hồ trung tâm là nơi yên tĩnh và đẹp nhất điện Buckingham.

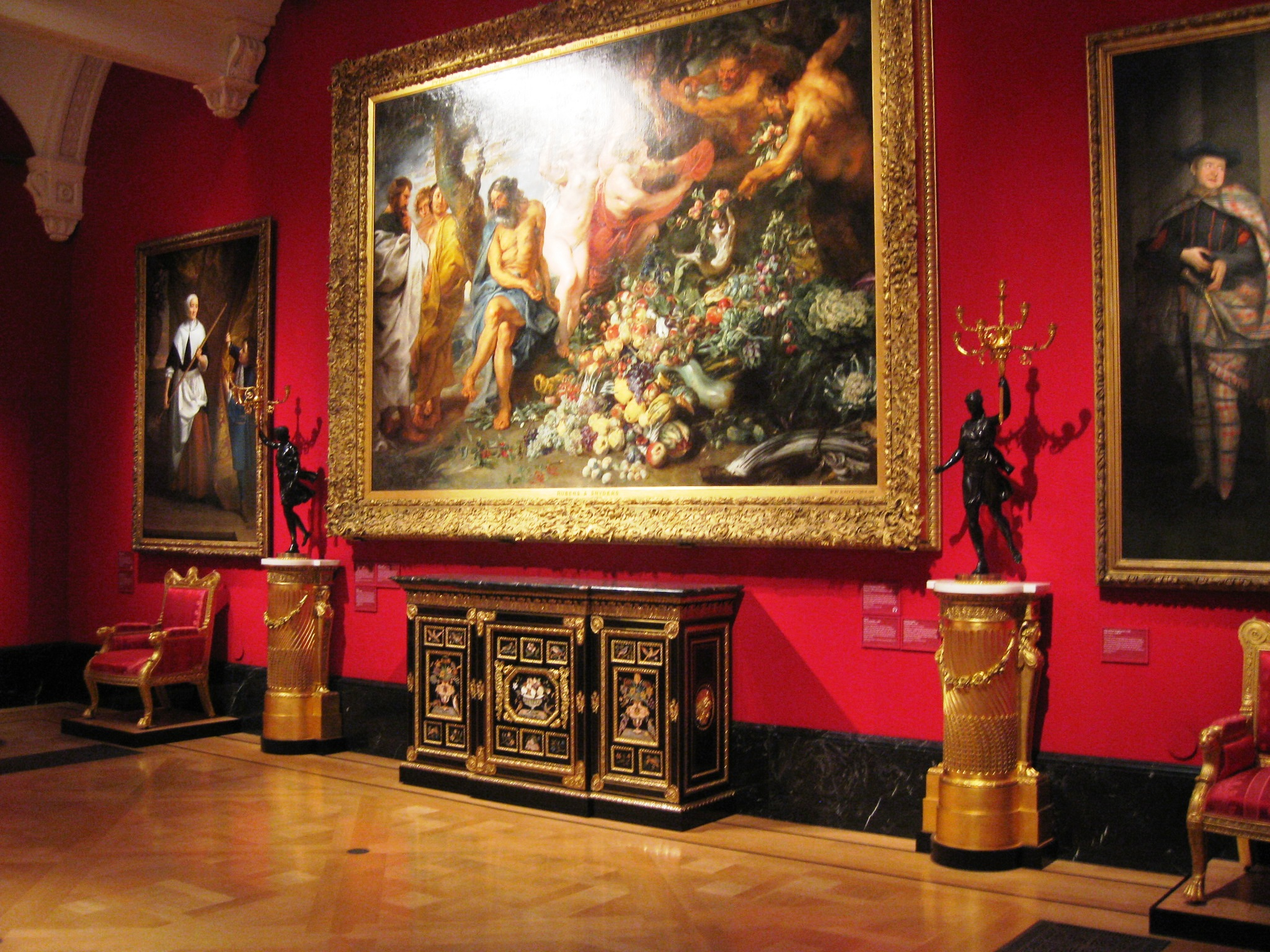
Gallery của Nữ hoàng, được xây dựng trên khu đất của nhà thờ cũ, mở cửa liên tục và hiển thị một lựa chọn thay đổi các mặt hàng từ các Bộ sưu tập Hoàng gia

### Tham quan công cộng
Vào năm 2004, kỷ niệm 50 năm lên ngôi của Nữ vương Elizabeth II, người ta đã tổ chức chiêu đãi hơn 500 trẻ em trong tổ chức từ thiện của Nữ vương ở hoa viên cung điện. Chăm sóc trẻ em nghèo là một trong những việc làm từ thiện mà Nữ vương quan tâm. Người ta còn tổ chức cho các em đi dạo quanh hoa viên trong cung điện.
Xung quanh, phía ngoài cung điện có nhiều lính canh gác, họ không bao giờ tỏ một thái độ biểu cảm nào, dù chỉ một khóe cười.
Các phòng nhà nước, được sử dụng cho công chức nhà nước và giải trí, được mở cửa cho công chúng mỗi năm cho hầu hết của tháng Tám và tháng Chín, như là một phần của mùa hè mở cửa.
Các cung điện còn sở hữu các văn phòng của Hoàng gia và là nơi làm việc của 450 người.

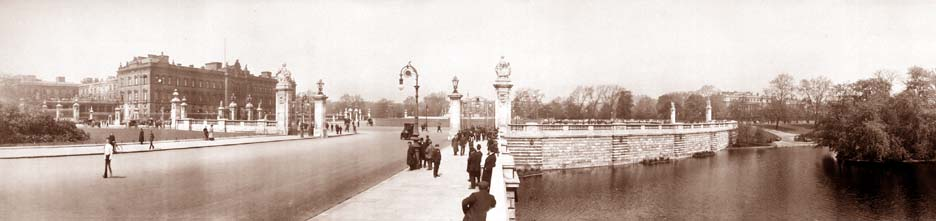
Toàn cảnh cung điện Buckingham, 1909